# Мавританско-сенегальские отношения
Мавританско-сенегальские отношения — двусторонние дипломатические отношения между Мавританией и Сенегалом. Протяжённость государственной границы между странами составляет 742 км.

## История
После обретения независимости от Франции основным союзником Мавритании в странах Африки к югу от Сахары был Сенегал, хотя обе страны придерживались разных стратегий развития. Однако, растущий раскол между неграми и маврами в Мавритании повлиял на отношения с Сенегалом, который считал себя защитником прав чернокожего меньшинства Мавритании. При президенте Мавритании Маауйе ульде Сиде Ахмеде Тайе отношения с Сенегалом были ровными, хотя каждая страна обвиняла другую в укрывании изгнанных диссидентов.
В мае 1987 года Сенегал выдал капитана Мулая Ашама ульд Ашена, бывшего чернокожего члена правительства главы Мавритании Мохаммеда Хуны ульда Хейдаллы, обвиняемого в коррупции, но только после скрытых угроз со стороны Нуакшота: невыполнение этого требования привело бы к тому, что Мавритания предоставила бы сенегальским диссидентам платформу для выступлений против президента Сенегала Абду Диуфа. Однако, Сенегал и Мавритания успешно сотрудничали с Мали в рамках Организации по развитию реки Сенегал, которая была основана в 1972 году в качестве проекта по борьбе с наводнениями, развитием ирригации и сельского хозяйства.
С апреля 1989 года по июль 1991 года Мавритания и Сенегал находились в состоянии вооружённых действий. Война окончилась ничьей, но в результате боёв многие жители с обеих сторон стали беженцами. По оценкам ООН на июль 2007 года — более 20 000 беженцев проживало в Сенегале и 6000 в Мали. В апреле 2018 года между странами обострился территориальный спор по водным границам, мавританские пограничники застрелили сенегальского рыбака. В 2018 году на территории Сенегала проживало 13 779 беженцев из Мавритании.

## Дипломатические представительства
- Мавритания имеет посольство в Дакаре[6].
- Сенегал содержит посольство в Нуакшоте[7].